# Marko Daković
Marko Daković (Grahovo, Nikšić, 20. veljače 1880. – Atena, 16. travnja 1941.) je bio srpski i jugoslavenski političar iz Crne Gore, odvjetnik, narodni poslanik i ministar u Kraljevini Jugoslaviji. Bio je vođa pokreta za ujedinjenje Kraljevine Crne Gore s Kraljevinom Srbijom i jedna od najistaknutijih ličnosti u političkom životu Crne Gore u prvoj polovini 20. stoljeća.

## Životopis
Marko Daković rođen je 20. veljače 1880. godine u Grahovu, kraj Nikšića, u Kneževini Crnoj Gori. Dakovići predstavljaju ogranak Vujačića. Osnovnu školu završio je u rodnom gradu, a gimnaziju i Pravni fakultet u Beogradu.
Marko Daković je neslužbeno prozvan vođom Mlade Crne Gore. Jedan je od osnivača Udruženja crnogorskih studenata Univerziteta u Beogradu. Bio je prvi predsjednik Crnogorskog sveučilišnog kluba mladih, koji je bio kritičan prema režimu kralja Nikole. Spomenuta udruga izdala je proglas pod nazivom Riječ sveučilišne omladine Crne Gore, koji je iznio svoj stav o usvajanju prvog crnogorskog ustava. Godine 1906. crnogorski studenti izdali su još jedan proglas koji je razočarao princa i vladu. Rezultat je bila optužnica protiv studenata, uključujući Marka. Optužnica ih je teretila da su svojim proglašenjem vrijeđali sud. Na sudu su se istakli Petar Ražnatović, Radoje Čobeljić i Marko Daković, koji su govorili četiri sata. Vijeće Cetinjskog okružnog suda, kojim je predsjedao sudac Mitar Vukčević i članovi Sudskog vijeća: suci Janko Drljević i Dušan Filipović, odlučilo je osloboditi studente.
Kao vođa mladeži, Daković je bio osuđen u Bombaškoj aferi 1907. – 1908. na smrt u odsutnosti, ali ga je kralj Nikola oprostio općom amnestijom 1913.
Tijekom Prvog svjetskog rata Marko je interniran u logor Karlstein, gdje je ostao sve do sloma Austro-Ugarske. Na izborima za Veliku narodnu skupštinu srpskog naroda u Crnoj Gori 1918. godine izabran je za poslanika, a bio je i član Izvršnog odbora Skupštine. Marko Daković također je bio saborski zastupnik u Privremenoj narodnoj skupštini 1919. i u Ustavotvornoj skupštini 1921. godine. Nije bio član niti jedne političke stranke u Kraljevini Srba, Hrvata i Slovenaca, a 1923. osnovao je Skupinu neovisnih zastupnika. Osim politike, Daković se bavio i pravom u Podgorici.
Nakon Martovskog puča ušao je u vladu generala Simovića kao ministar bez portfelja. Nakon Travnjaskog rata, na putu prema emigraciji, iznad Atene je srušen avion u kojem je Daković leteo, a tom je prilikom i umro.